# Datcha
Pour l’article ayant un titre homophone, voir Datça.

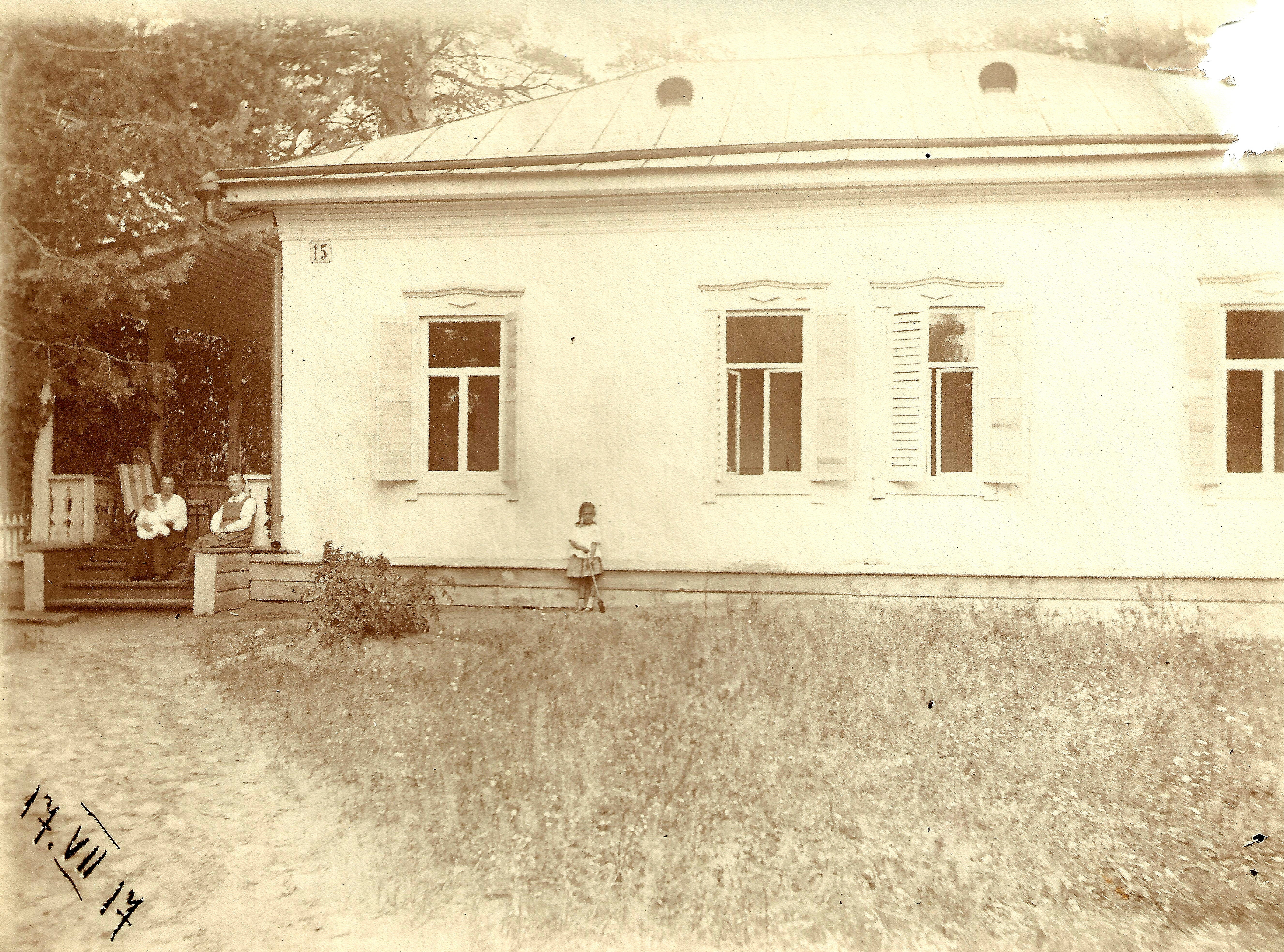
Datcha en 1917 proche de Moscou.

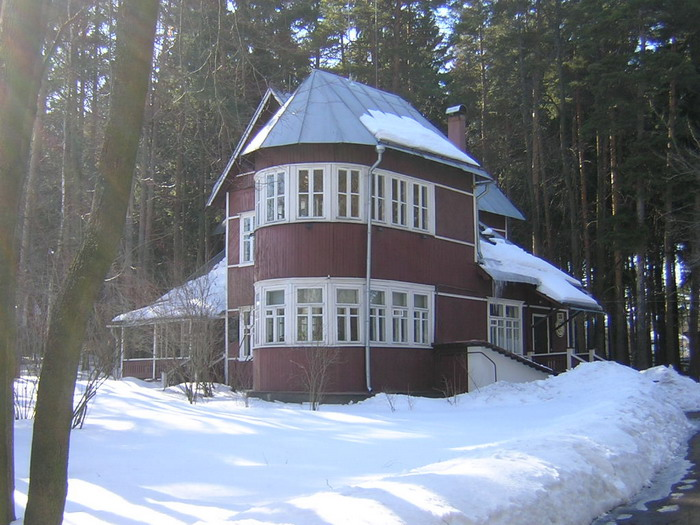
Datcha de Boris Pasternak à Peredelkino.

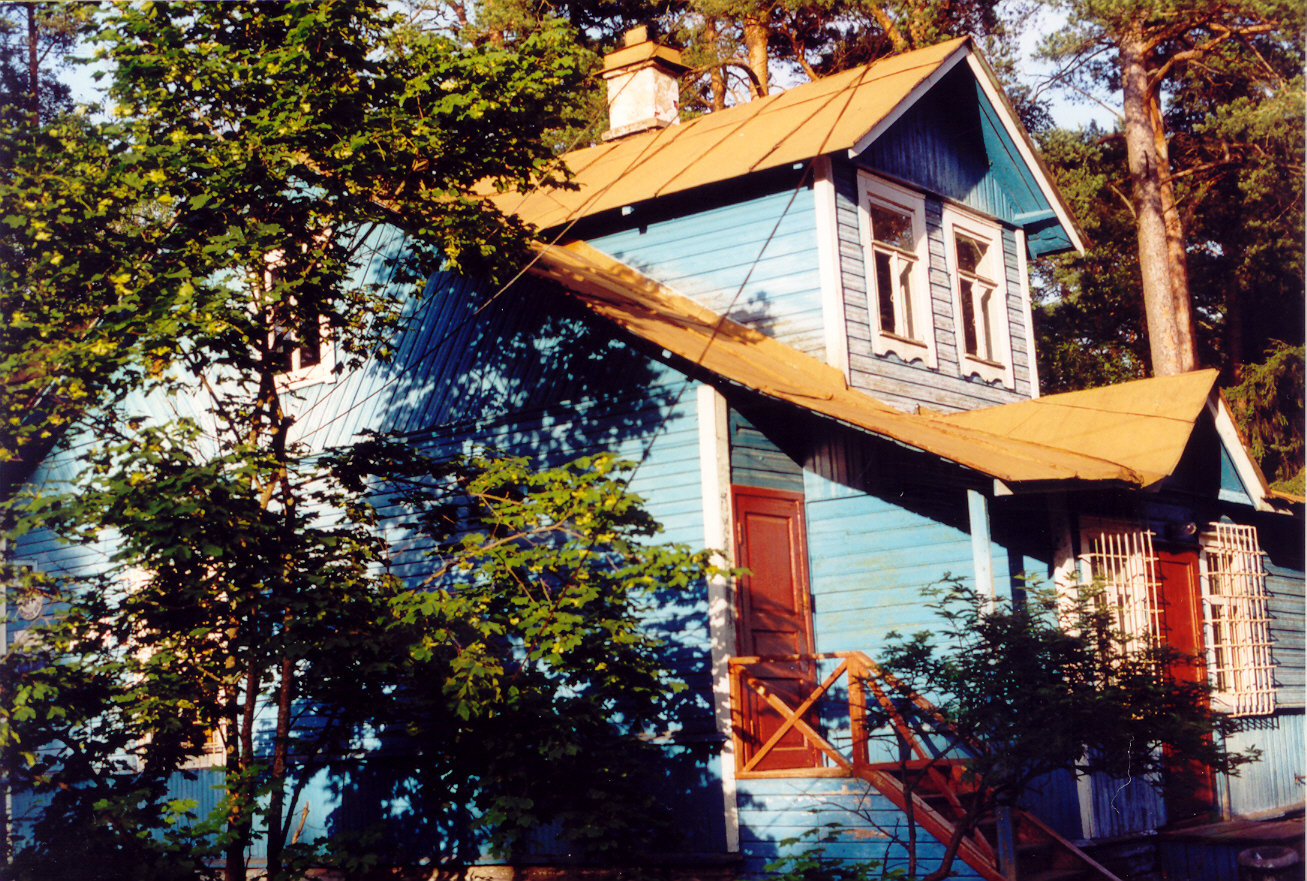
Une datcha près de Saint-Pétersbourg.

Une datcha (en russe : дача) est, en Russie, une sorte de résidence secondaire à la campagne.

## Étymologie
Le mot provient du verbe dat (дать) « donner » en russe. Il désignerait à l'origine un gîte d'été « donné » par le tsar à un membre de la cour : certains estiment que le mot est utilisé depuis Pierre Ier le Grand, et correspondait alors aux dépenses exceptionnelles de la chancellerie secrète destinées à acheter des informateurs à la cour des monarques étrangers. Du russe, ce mot passa à d'autres langues slaves, notamment à l'ukrainien et au biélorusse. Selon Le Petit Robert, son apparition en français remonte à 1843.
Le concept se retrouve en général dans tous les États post-soviétiques, comme en Allemagne de l'Est où elle se nomme « Datsche ».

## Description et histoire
Souvent assez simple, sans chauffage ni eau courante, elle sert surtout à la belle saison et permet aux urbains qui les possèdent (les datchniki) de quitter leur appartement, souvent très exigu, pour le grand air. La datcha sert également souvent à cultiver un lopin de terre dont la production joue parfois un rôle non négligeable dans leur alimentation (notamment pendant les périodes de pénurie, que ce soit sous le régime soviétique ou dans les années suivant la chute de celui-ci), un peu comme les jardins familiaux.
Certaines datchas, notamment celles de la nomenklatura pendant l'époque soviétique ou celles construites par les nouveaux Russes ces dernières années, sont cependant plus luxueuses et ressemblent plus, sinon architecturalement du moins par leur fonction, aux villas occidentales. Jusqu'à la chute de l'Union soviétique en 1991, la datcha fut un îlot de propriété privée dans une économie collectivisée (en ville, tous les appartements étaient propriété de l'État). La datcha peut en ceci être vue comme un héritage du lopin de terre particulier concédé aux paysans dans l'Empire russe.
Après la mort de Staline en 1953, le caractère jugé semi-aristocratique des datchas embarrasse les dirigeants soviétiques, qui envisagent de mettre fin à cette pratique qui contrevient selon eux à l'idéal communiste. Pourtant, la crise du logement provoquée par l'exode rural les incite à les conserver. Un décret établit la surface standard par foyer à six cents mètres carrés et le jardinage est encouragé. La datcha se démocratise progressivement sous Nikita Khrouchtchev (1953-1964). Dans les années 1950 et 1960, l'extension du réseau ferroviaire et des lignes de bus facilite les déplacements, et la réduction du temps de travail permet aux employés de consacrer plus de temps à leur petite maison de campagne.
Dans les années 2000, de nombreuses datchas se sont transformées en résidences principales du fait de la flambée des loyers dans les villes. Pourtant, le modèle de la datcha est en crise de nos jours. Environ 35 % de ces résidences dans la région de Moscou sont à l’abandon. Si leur entretien était presque gratuit durant l'ère soviétique, l'augmentation des coûts de l’énergie, l’impôt foncier et le transport font désormais des datchas un luxe inaccessible pour les ménages modestes.

## Dans la littérature
- Andreï Bitov, La Datcha, Albin Michel, 2001  (ISBN 978-2226127525)
- Vlada Traven, La Datcha en Russie de 1917 à nos jours, éditions du Sextant, 2005  (ISBN 978-2849780053)
- Maxime Gorki, Les Estivants, 1904